# Межица (приток Межи)
Межица — река в западной части Тверской области, один из первых притоков Межи (бассейн Западной Двины). Длина реки составляет 14,2 км.
Протекает по территории Оленинского и Нелидовского районов.
Межица берёт начало в лесной местности на северо-западе Оленинского района. Течёт в целом на юго-запад по малонаселённой местности. Впадает в Межу. Ширина реки в нижнем течении до 5 метров, глубина до 1 метра.
В бассейне Межицы расположена деревня Михайловка Нелидовского района. Ранее на берегу реки располагалась деревня Межица.